# 迪士尼大使大飯店
迪士尼大使大飯店（ディズニーアンバサダーホテル、Disney Ambassador Hotel）是東京迪士尼度假區內的飯店，也是日本第一座迪士尼飯店。內外裝潢統一採用裝飾藝術風格。中庭「鐘塔廣場」比鄰伊克斯皮兒莉、東側通道連接太陽劇團東京劇場。
與單軌電車迪士尼度假區線車站之間距離稍遠，因此飯店提供接駁巴士迪士尼度假區巡遊巴士往返東京迪士尼樂園及東京迪士尼海洋。
飯店內電梯有米奇的聲音播報停留樓層，這點與迪士尼觀海景大飯店及東京迪士尼樂園大飯店相同。此外，飯店內的自助式餐廳「大廚米奇」有米奇及米妮等迪士尼角色到各桌問候用餐貴賓。以上皆為活用迪士尼品牌推出的服務。2010年並推出了以唐老鴨身著的水手服配色為基礎而設計的唐老鴨客房。

## 特徴

### 飯店內商店

#### 節慶迪士尼
迪士尼商品專賣店，販售東京迪士尼樂園、東京迪士尼海洋部分商品，也有大使飯店獨家商品。

#### 黃昏日用品
除了日用品之外，也販售幼兒用食品及藥品。

### 飯店內設施

#### 棕櫚花園泳池
室外游泳池，僅於夏季營業。僅限投宿貴賓使用（免費）。提供免費寄物櫃及毛巾等，但不提供泳衣租售。

#### 棕櫚花園吧臺
棕櫚花園泳池附屬吧臺。營業時間與泳池相同。

### 餐廳

#### 大廚米奇
自助式餐廳。無時間限制。餐廳內禁止吸菸。當初並不提供酒精類飲料，2006年11月起，於午餐及晚餐時段提供紅白酒及啤酒。早餐時段僅限投宿貴賓使用。
身著大廚、服務生的米奇、米妮、布魯托、奇奇與蒂蒂、唐老鴨等角色於店內進行角色迎賓問候。
作為來店紀念的紀念馬克杯（塑膠製）不需於店內用餐也可購買。

#### 帝國餐廳
加州風料理。

#### 滴答餐車
以1950年代的美式餐廳風格設計，提供三明治及咖啡等餐點。

#### 花 Hana
日式料理。店內分為鐵板燒專用席及一般餐席。並設有包廂。

#### 亥伯龍廳
咖啡廣場。

### 迪士尼飯店共同特徵
迪士尼飯店為投宿貴賓提供的特別服務請參照東京迪士尼度假區 迪士尼飯店。

## 飯店內服務

### 外幣兌換
投宿貴賓可於大廳服務台兌換外幣。

## 相關連結
- 迪士尼大使大飯店 中文網站 （页面存档备份，存于）